# 植垣弥一郎
植垣 弥一郎（うえがき やいちろう、1885年（明治18年）6月2日 - 1970年（昭和45年）4月5日）は、大正から昭和期の実業家、政治家。参議院議員（1期）、明治乳業社長、同会長。旧姓は中江。

## 経歴
京都府竹野郡間人村（間人町、丹後町を経て現京丹後市）で農業・中江磯次郎の三男として生まれ、植垣智恵子の養子となる。間人高等小学校卒業後、家業の農業を手伝う。
その後、村役場記録係、京都の生糸縮緬業・高田商会の見習、大阪の羅紗店見習、百三十銀行大阪支店勤務、大阪製糖社員などを務めた。さらに小樽市に移り、小樽タンク石油商会支配人を経て、澱粉委託販売業経営、次に馬車運搬事業の統制事業を手掛けたがいずれも失敗して東京に転居した。
大阪製糖時代の恩人から明治製糖（現大日本明治製糖）の株少数を譲り受け、株主総会に出席した際に紹介も無しに小川鋪吉社長に面会を申し込み、数度の面会の後に明治製糖への就職を認められ、1909年（明治42年）1月に入社した。東京澱粉精製工場長、明治製菓営業部長、明治商事常務取締役、明治製菓常務取締役、同専務取締役、明治乳業専務取締役などを務め、1942年（昭和17年）明治乳業取締役社長に就任し、1949年（昭和24年）5月、同会長となった。
その他、東京牛乳乳製品統制社長、明治飼糧社長、明治パン工業社長、日本乳製品協会（現日本乳業協会）理事長、全国飲用牛乳協会理事長、日本酪農講習所理事長、飼料需給安定審議会理事、恩賜財団母子愛育会理事、栄養改善普及会理事なども務めた。
1935年（昭和10年）に明治乳業取締役就任を経て同会長に至り、乳製品技術向上に努め関係団体要職に就いて振興に寄与したとして1957年（昭和32年）藍綬褒章受章。
1959年（昭和34年）6月の第5回参議院議員通常選挙で自由民主党公認で全国区に立候補して当選し、参議院議員に1期在任した。
1969年（昭和44年）11月の秋の叙勲で勲三等に叙され、旭日中綬章を受章する。
1970年（昭和45年）4月5日、死去した。84歳没。同月7日、特旨を以て位記を追賜され、死没日付をもって正五位に叙された。